# معبد سووا (ناگاساکی)
معبد سووا (انگلیسی: suwa jinja) یک معبد شینتویی است که در ناگاساکی،  ژاپن است.